# Ermita del Cristo del Calvario (Eslida)
La Ermita del Cristo del Calvario en Eslida, comarca de la Plana Baja, en la provincia de Castellón, es una ermita del siglo XVIII, localizada en la conocida como Partida Calvario, en el municipio de Eslida, al final de un típico y zigzagueante vía crucis. Está catalogada como Bien de Relevancia Local con código: 12.06.057-003, según consta en la Dirección General de Patrimonio Artístico de la Generalidad Valenciana.

## Descripción histórico artística
Según los autores, se finalizaron las obras de su construcción el 24 de febrero  de 1704. El templo está blanqueado, y presenta caracteres barrocos, así como un porche ( o atrio o pórtico) cubierto con tejado independiente del resto del templo, sustentado en tres arcos de medio punto y que está elevado precisando de una escalinata para poder acceder a él. El edificio se remata con una espadaña, para una sola campana, sobre el alero de la fachada.
La ermita se construyó adosada a un aljibe que es completamente visible desde el exterior, y en cuyo interior se puede contemplar un retablo de fábrica de cerámica dedicado a la Virgen de la Cueva Santa.
Presenta planta de cruz latina sin la parte que constituiría el pie, haciendo las veces de este el atrio o pórtico exterior. Se trata de una ermita construida en estilo barroco, en su variante típica de la zona valenciana. En el cruce de la nave central y el crucero se eleva la cúpula en forma de elipse ciega sobre el crucero con unos cuatro metros de diámetro, apoyada en un tambor sobre pechinas, que es donde se localiza toda la decoración.  La cúpula presenta externamente teja moruna y está decorada con una cruz de forja. La nave por su parte presenta bóveda de cañón.
En la cabecera de la planta se localiza el presbiterio con la imagen del Cristo del Calvario, que da nombre a la ermita. El retablo que la enmarca es de reciente construcción.
Las fiestas en esta ermita tienen lugar la última semana del mes de agosto.